# Bloque Nacionalista Galego
Bloque Nacionalista Galego (BNG) är ett nationalistiskt parti verksamt i Galicien, Spanien. Partiet försvarar den nationella suveräniteten och den galiciska nationens frihet att konstituera sig i en suverän, demokratisk, sekulär och republikansk stat, Republiken Galicien. Partiet är medlem i Europeiska fria alliansen (EFA). När partiet hade representation i Europaparlamentet satt dess ledamöter i Gruppen De gröna/Europeiska fria alliansen (De gröna/EFA). Partiet bildades 1982.